# Gaopu
Gaopu (kinesiska: 高埔) är en köping i sydöstra Kina. Den ligger i Puning i staden Jieyang i provinsen Guangdong, omkring 280 kilometer öster om provinshuvudstaden Guangzhou. Antalet invånare är 53 925. Befolkningen består av 27 230 kvinnor och 26 695 män. Barn under 15 år utgör 33 %, vuxna 15-64 år 60 %, och äldre över 65 år 6,0 %.